# 阿瑟·诺里斯
阿瑟·诺里斯（英語：Arthur Norris，？—？），英国男子网球运动员。他曾代表英国参加1900年夏季奥林匹克运动会网球比赛，获得男子单打和男子双打铜牌。他于1909年退役。